# 八木充
八木 充（やぎ あつる、1931年9月11日 - ）は、日本の歴史学者、山口大学名誉教授。学位は、文学博士（京都大学・1967年）。

## 来歴
山口県防府市生まれ。1954年山口大学文理学部国史学専攻卒、1959年京都大学大学院文学研究科博士課程中退。1967年「律令国家成立過程の研究」で京大文学博士となる。1959年山口大学文理学部助手、1961年同大講師、1966年に同大助教授、1974年に同大教授、1978年に同大人文学部教授、1985年から1991年まで同大学部長。1993年同大を定年退官、名誉教授となる。その後、奈良産業大学教授、京都学園大学人間文化学部教授を務め、2003年に退職した。

## 著書
- 『律令国家成立過程の研究』塙書房 1968
- 『古代日本の都 歴代遷都の謎』講談社現代新書 1974
- 『日本古代政治組織の研究』塙書房 1986
- 『飛鳥藤原京』（研究史）吉川弘文館 1996
- 『日本古代出土木簡の研究』塙書房 2009

### 共編著
- 『要説新史料日本史』共著 学術図書出版社 1989
- 『古代の日本 第4巻 中国・四国』稲田孝司共編 新版 角川書店 1992
- 『図説日本の歴史 35 図説山口県の歴史』責任編集 河出書房新社 1998

## 栄典
- 2010年4月 瑞宝中綬章受章[1]

## 参考
- 八木充『日本古代出土木簡の研究』塙書房、2009年。ISBN 9784827312270。 NCID BA90082367。全国書誌番号:21727008。
- 「八木充先生(近影 年譜 著作目録)」『人間文化研究』第10号、京都学園大学人間文化学会、2003年3月、7-16頁、ISSN 13453270、NAID 40005766879。